# Bombycilla garrulus
El ampelis europeo (Bombycilla garrulus) es una especie de ave paseriforme de la familia Bombycillidae ampliamente distribuida por los bosques fríos y templados del Viejo Mundo. El plumaje es principalmente gris pardo, tiene marcas negras en la cara y un penacho puntiagudo. Sus alas están modeladas con plumas blancas y amarillas brillantes y algunos puntas de dichas plumas tienen una apariencia rojiza serosa. Las tres subespecies solo tiene pequeñas diferencias en la apariencia. Las hembras son similares a los machos, aunque las aves jóvenes son menos coloridas y tienen pocas (o ninguna) puntas en las alas serosas rojizas. Aunque la distribución geográfica se superpone a la del ampelis americano y japonés, el ampelis europeo se distingue fácilmente de estos por diferencias en el tamaño y plumaje.
El hábitat de cría son los bosques de coníferas y generalmente cerca de masas de agua. Las principales zonas de anidación están en el norte de Europa y América del Norte.  La pareja construye un nido forrado en forma de copa en un árbol o sobre un arbusto, muchas veces cerca del tronco. La puesta suele consistir de tres a siete huevos. La hembra los incuba sola durante 13-14 días hasta la eclosión. Los polluelos son altriciales y desnudos, y son alimentados por ambos padres, en un principio con insectos y luego con fruta. Los jóvenes abandonan el nido unos 14 a 16 días después de salir del huevo. Muchos abandonan su zona de anidación en invierno y migran más al sur. En algunos años, un gran número de aves viajan a territorios mucho más allá de su zona de hibernación normal en busca de frutas que componen la mayor parte de su dieta.
Pueden ser muy dóciles en invierno, pues entran en pueblos y jardines en busca de comida (las bayas de serbal son una de sus favoritas). Metabolizan el alcohol producido en la fermentación de la fruta, aunque pueden intoxicarse, y a veces mueren. Otros peligros incluyen la depredación por rapaces, la infestación por parásitos y los choques con automóviles o ventanas. Las grandes poblaciones y extensas áreas de reproducción hacen que se clasifique como de preocupación menor por la Unión Internacional para la Conservación de la Naturaleza (UICN).

## Descripción

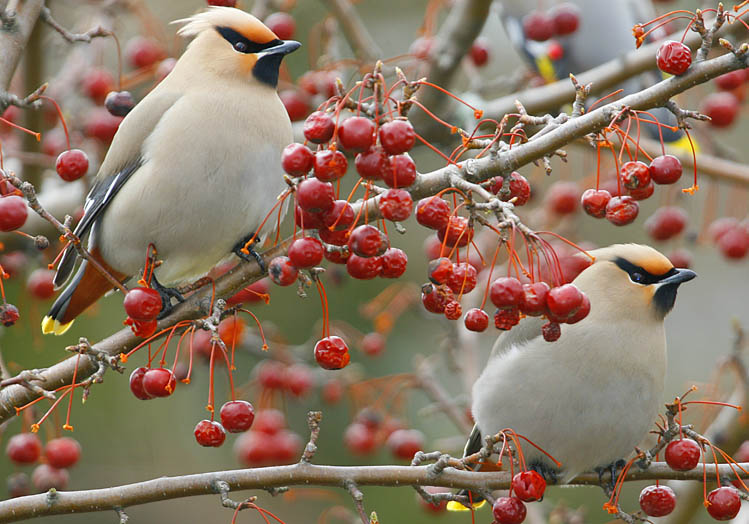
Una pareja sobre un manzano silvestre japonés.

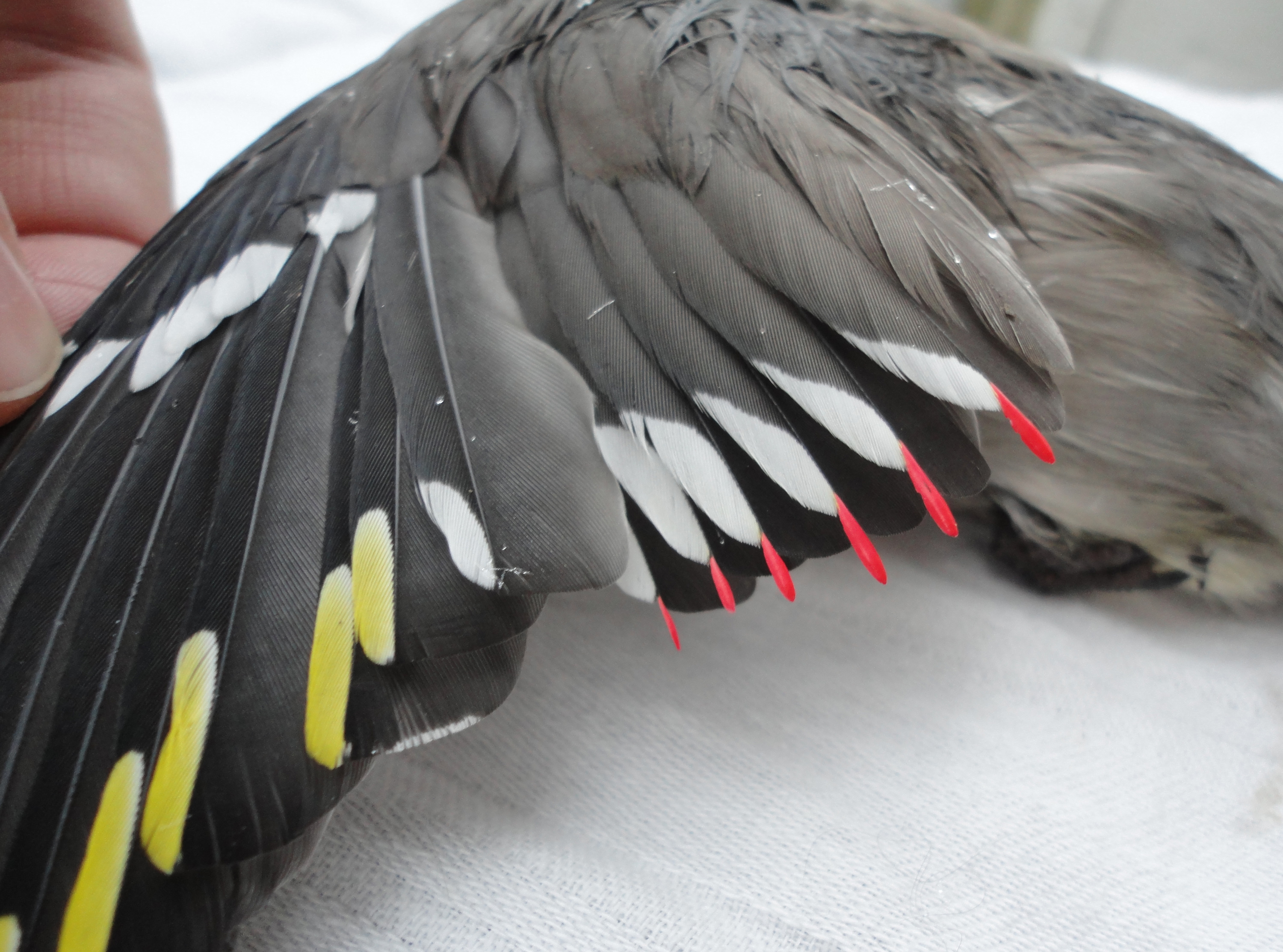
Detalle de las distintivas puntas de las alas.

Es un ave de 19-23 cm (7.5-9.1 in) de longitud, con una envergadura de 32-35.5 cm (12.6-14 in) y un peso promedio de 55 g (1.9 oz). Tiene una cola corta, principalmente de color marrón-gris, y un penacho visible en su cabeza. En la subespecie nominal, el macho posee una mancha negra sobre los ojos y una garganta negra; también una franja blanca por detrás del pico y una línea curva blanca bajo el ojo. La parte inferior del vientre es castaña y con franjas de color canela alrededor del mancha. El obispillo es gris y la cola termina en una banda amarilla brillante con un amplio borde negro por encima de ella. Las alas son muy distintivas: las plumas de vuelo son negras y las primarias están provistas de manchas que producen un borde amarillo y «anzuelos» blancos cuando el ala está cerrada. Las plumas secundarias del adulto terminan en apéndices largos y rojizos con la aparición de algunos puntas que tienen una apariencia serosa. Los ojos son de color marrón oscuro, el pico es principalmente negro y las patas son grises oscuras o negras. Durante el vuelo, las alas largas y cola corta de las bandadas de bombicílidos tienen cierta semejanza con las del estornino, y su vuelo es igualmente rápido y directo. El ave trepa fácilmente los arbustos y árboles, pero solo camina por pasos en el suelo.
Las plumas densas y suaves se mantienen en buenas condiciones en el acicalado. Las puntas serosas rojizas se extienden y aplanan en los extremos de las plumas, están pigmentadas con astaxantina y encerradas en una funda transparente. Un estudio en los ampelis americano mostró que las puntas rojizas son escasas o ausentes hasta el tercer año de vida en las especies relacionadas. Todos los ampelis adultos sufren una muda completa cada año entre agosto y enero. Los jóvenes mudan al mismo tiempo, pero pueden volar al conservar algunas plumas en las alas. La hembra ampelis es muy similar al macho, pero tiene una franja terminal de color amarillo más estrecha en la cola, un borde inferior menos definido en la garganta negra y manchas poco menos distintivas en el ala. El plumaje de los jóvenes es más oscuro que el de los adultos, con partes inferiores más blancas, solo unas pocas puntas rojizas en las alas, sin garganta negra y una mancha negra más pequeña. En comparación con la subespecie nominal, B. g. centralasiae es más clara, más gris y con poco color marrón rojizo detrás del pico. La subespecie B. g. pallidiceps tiene la frente y las mejillas más coloridas que la subespecie nominal y en lo demás posee una apariencia más oscura.
La distribución geográfica se superpone a los de otros dos miembros del género. El ampelis americano es más pequeño que el europeo; tiene partes superiores doradas, bajo la cola tiene plumas blancas y una línea blanca sobre la mancha negra en el ojo. El ampelis americano adulto tiene un vientre amarillento y, a cualquier edad, tiene alas menos coloridas que B. garrulus. El japonés se distingue fácilmente de las anteriores aves; tiene una franja terminal rojiza en la cola, la mancha negra de la cara se extiende hasta la parte posterior del penacho, y no tiene rayas amarillas o puntas rojas en las alas.
La llamada es un trino agudo y es transcrita como sirrrr; es menos temblorosa y con tono más grave que la del ampelis americano, y con una mayor duración y un tono más grave que la llamada del ampelis japonés. Las demás llamadas del ampelis europeo solo son variantes de la vocalización principal; los polluelos usan una versión más serena para llamar a los padres y las llamadas de cortejo las puede realizar también durante la construcción del nido, por lo general con una frecuencia de amplio rango. Aunque no es una llamada como tal, cuando una bandada despega o aterriza, las alas hacen un sonido distintivo a traqueteo que se puede escuchar a 30 m (98 ft) de distancia.

## Taxonomía
Los ampelis (Bombycillidae) son una familia de aves robustas con plumaje suave, cola corta, un penacho en la cabeza, y alas y colas coloridas distintivas. Existen tres especies en el género Bombycilla: el ampelis europeo, el americano y el japonés. Los estudios de ADN y las características comunes —como un tamaño relativamente grande, dorso gris y patrones de colores similares bajo la cola— sugieren que los ampelis japoneses y europeos están más estrechamente relacionados dentro del género. Si bien solo el ampelis americano y el europeo tienen puntas rojizas en las plumas de las alas, esta característica está presente en ocasiones en el ampelis japonés, lo que sugiere que originalmente esta era un elemento esencial de la familia que se ha perdido en una especie, en lugar que un indicador de una relación estrecha. Los análisis de ADN confirman que el ampelis americano se separó antes de los otros miembros de la familia. Fuera del género, se cree que las especies más cercanas de los ampelis son los capulineros, la cigua palmera y el hipocolio, los cuales se han incluido algunas veces en Bombycillidae.
La especie fue descrita por Carlos Linneo en Systema naturae (1758) como Lanius Garrulus. Vieillot desplazó a los ampelis a su género actual, Bombycilla, en 1808. El nombre del género Bombycilla proviene del griego βόμβυξ (bombux), que literalmente significa «seda», y el neolatín cilla, «cola»; esta es una traducción directa del vocablo alemán Seidenschwanz, «cola de seda», y se refiere al plumaje suave como la seda del ave. El primer nombre de la especie, garrulus, es la palabra usada en latín para parlanchín y la primera aplicación conocida a esta ave fue en 1555, como «Garrulus Bohemicus», por Conrad von Gesner; el término hace referencia a una supuesta semejanza con el arrendajo (Garrulus glandarius) en lugar que las vocalizaciones del ampelis.

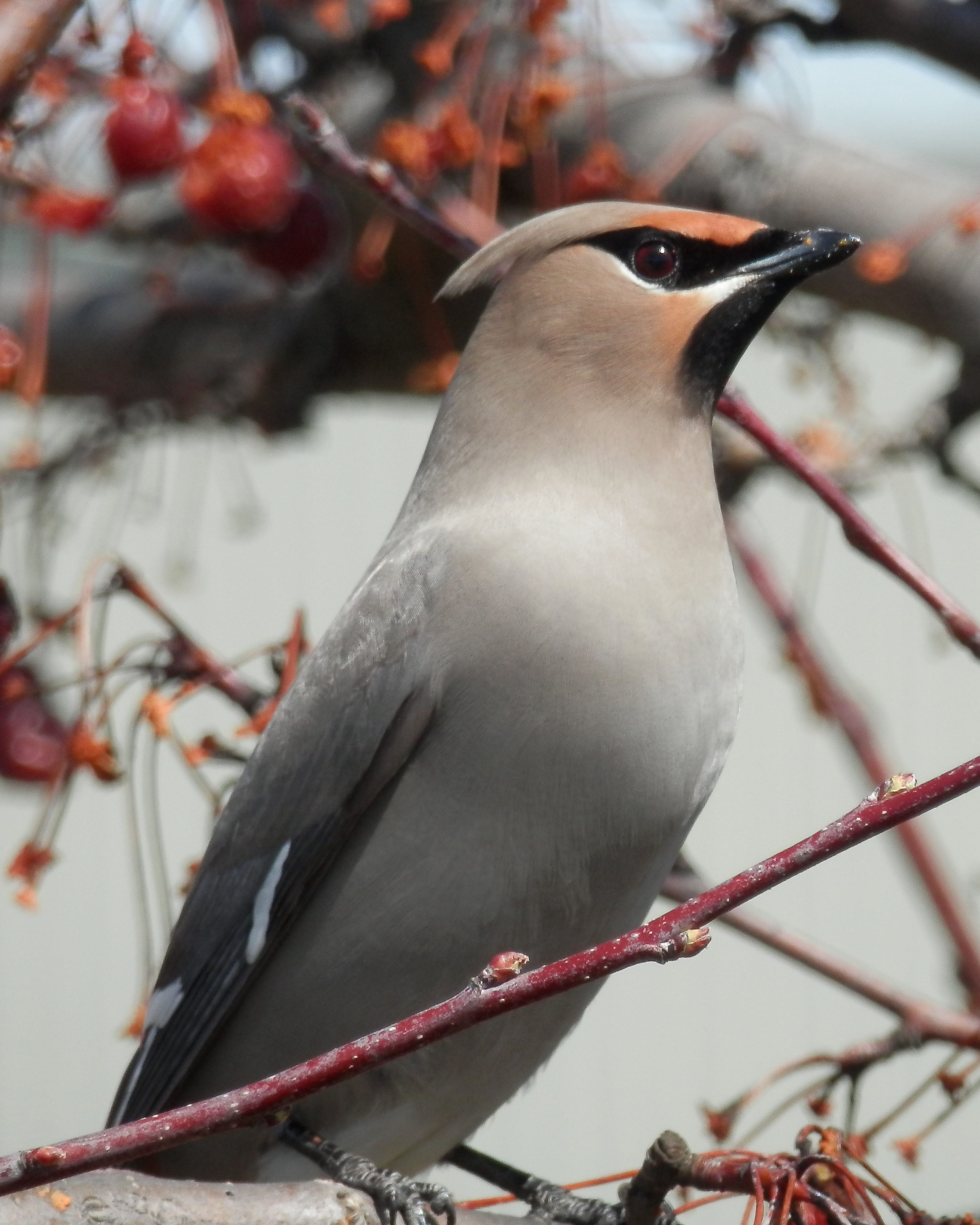
Bombycilla garrulus pallidiceps en Ontario.

Existen tres subespecies reconocidas:
- B. g. garrulus (Linnaeus, 1758): la subespecie nominal. Se reproduce en el norte de Europa: desde el norte de Suecia al este de los montes Urales.
- B. g. centralasiae (Poliakov, 1915): se reproduce desde los Urales hacia el este, a través del norte de Asia.[21]
- B. g. pallidiceps (Reichenow, 1908): se reproduce en el noroeste de América del Norte.[22]

Las diferencias entre estas subespecies son pequeñas y clinales, y el género Bombycilla (con tres especies reconocidas actualmente) podría ser considerado como posiblemente monotípico. El registro fósil incluye depósitos del Pleistoceno en el Reino Unido y las montañas de los Cárpatos.

## Distribución y hábitat

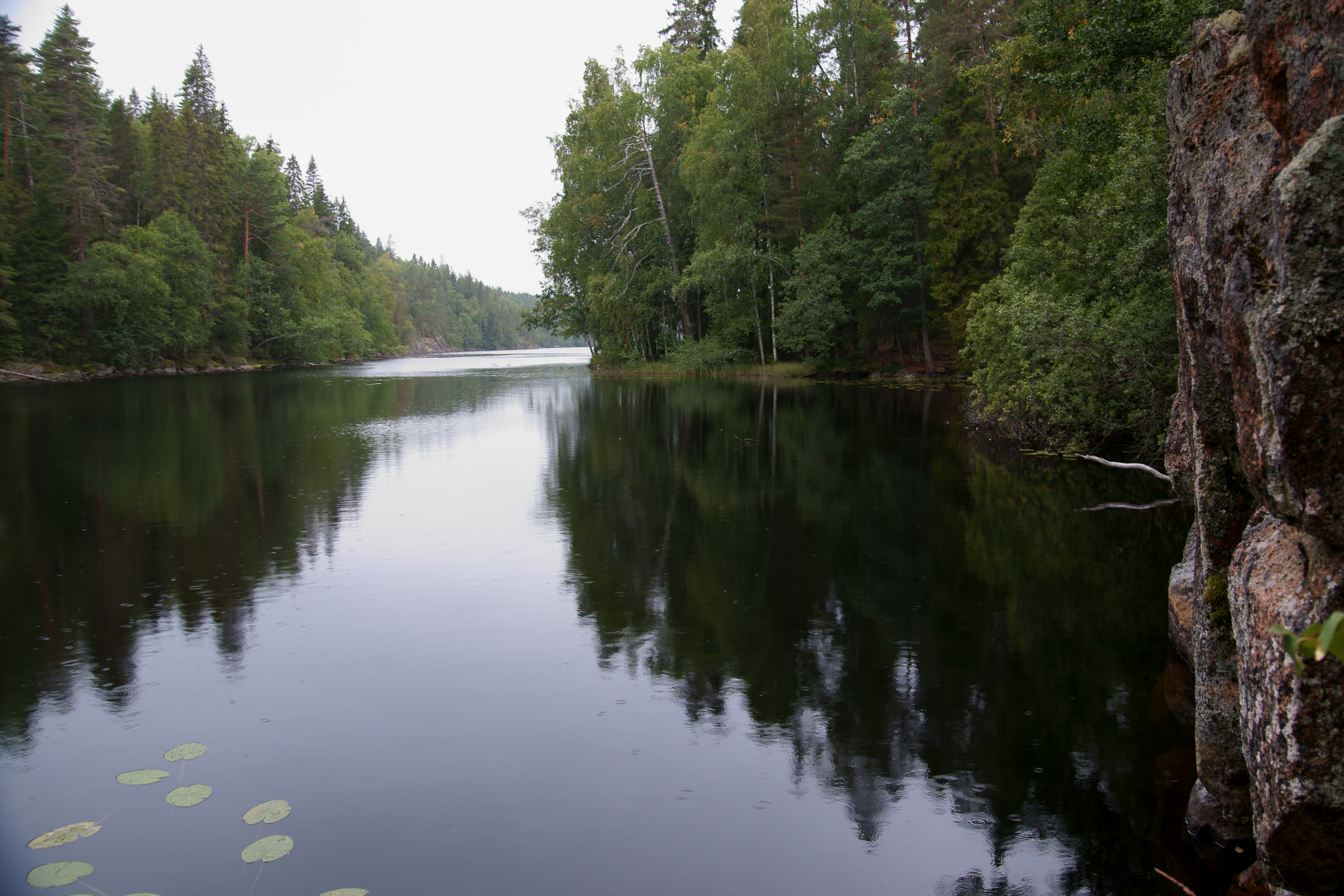
Los bosques de coníferas del norte forman parte del hábitat reproductivo.

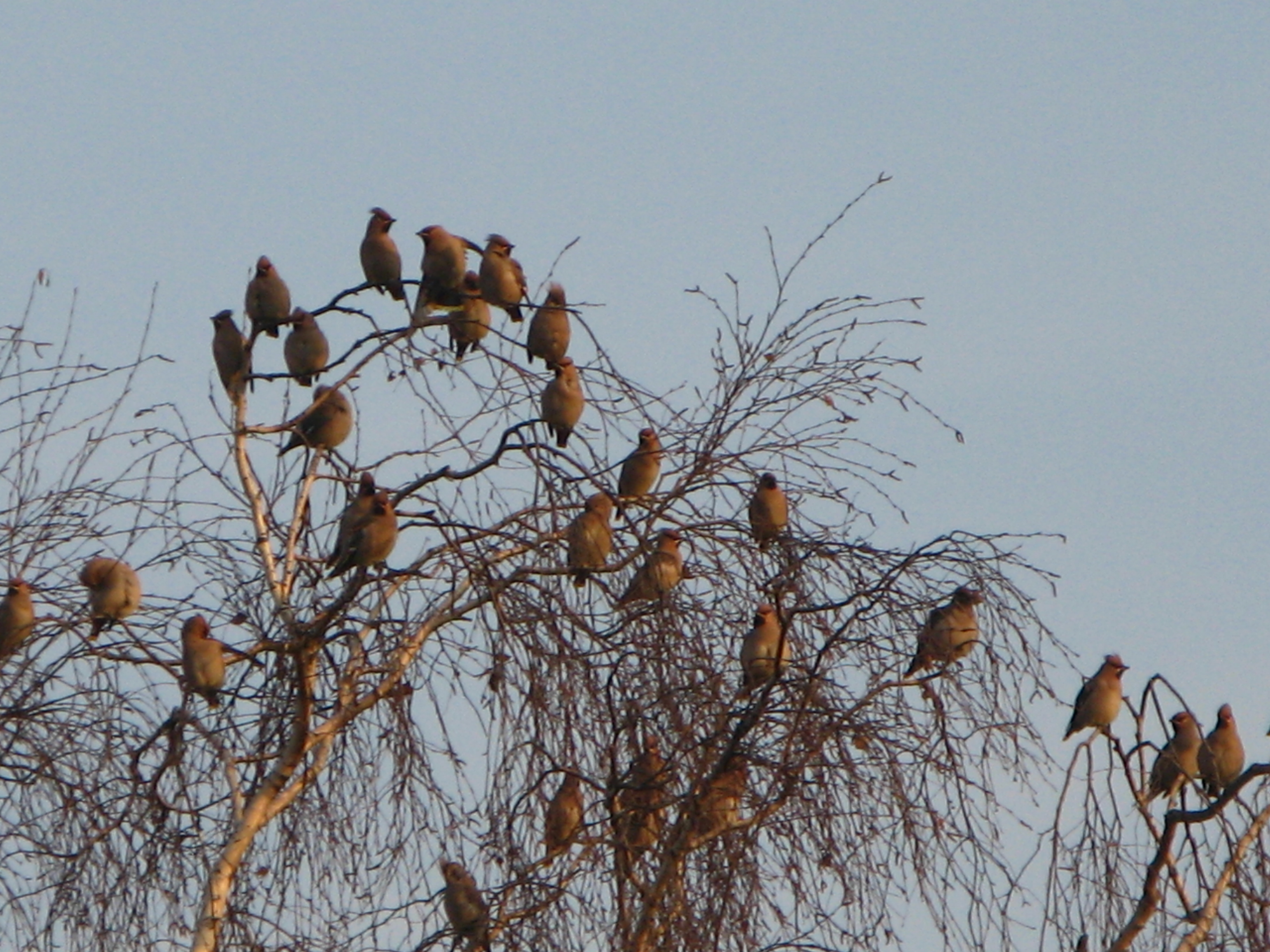
Una bandada pasando el invierno en Polonia.

El ampelis europeo tiene una distribución circumpolar y se reproduce en las regiones septentrionales de Eurasia y América del Norte. En Eurasia, el límite de la nidaficación norte está justo antes de la línea de árboles, más o menos en la isoterma de 10 °C en el mes de julio, y se reproduce al sur cerca del paralelo 51° N. La mayoría de las aves se reproducen entre 60 a 67° N y alcanzan el 70° N en Escandinavia. Las subespecies norteamericanas se reproducen en las regiones centrales del norte y noroeste del continente y la distribución geográfica se extiende hacia el sur, más allá de la frontera de los Estados Unidos en las montañas Rocosas.
Es una especie migratoria, ya que abandona gran parte del área de reproducción cuando pasa el invierno en el sur. La migración comienza en septiembre, a partir las regiones septentrionales, pero comienza un mes más tarde en territorios más al sur. Normalmente, las aves eurasiáticas pasan el invierno en el este de Gran Bretaña, en regiones septentrionales del oeste y centro de Europa, Ucrania, Kazajistán, el norte de China y Japón. En América del Norte la tendencia es ir más al sudeste: muchas poblaciones pasan el invierno en el sudeste de Canadá, con grupos más pequeños en estados norteños del centro y noreste de los Estados Unidos. Las aves no suelen volver a los mismos sitios de hibernación en años sucesivos. Un ave que hibernó en Ucrania viajó unos 6000 km (3700 mi) al este de Siberia al año siguiente.
Desde algunos años, irrumpe más al sur de las zonas conocidas de hibernación, a veces en grandes bandadas. La cantidad de fruta de la cual dependen estas aves en invierno varía cada año, y en años desfavorables, como aquellos que siguen tras una buena cosecha el año anterior, las bandadas se trasladan más hacia el sur hasta encontrar recursos suficientes. Se quedarán hasta que la comida se agote y se trasladarán de nuevo. En lo que podría ser la irrupción más grande en Europa, en el invierno de 2004-2005, más de medio millón de ampelis se observaron solo en Alemania. Esta invasión ocurrió en una temporada de reproducción inusualmente cálida y seca. En 1908, se observó que una bandada en los Estados Unidos de 60-90 m (200-300 ft) de ancho tardó dos o tres minutos en surcar el cielo.
El hábitat de reproducción consiste de bosques de coníferas maduras, sobre todo de píceas aunque también pueden estar presentes otras especies de coníferas y árboles de hoja ancha. El ave puede habitar en zonas más abiertas y húmedas, como lagos y turberas con árboles muertos, que utiliza para alimentarse de insectos. En Eurasia, reside en tierras bajas, valles y altiplanicies, aunque tienden a evitar las montañas. Sin embargo, la subespecie norteamericana nidifica en Canadá a altitudes entre 900-1550 m (2950-5090 ft). Fuera de la época de cría, el ampelis europeo se establece en una amplia variedad de hábitats, siempre y cuando tenga frutos adecuados, como los del serbales. Se puede encontrar en las carreteras, en parques y jardines, en setos o el límite de los bosques. Esto demuestra el poco temor que tiene hacia los seres humanos. En invierno, duermen en grupos en densos árboles o setos, a veces con mirlos americanos (Turdus migratorius), zorzales reales (Turdus pilaris) u otras especies invernantes.

## Comportamiento

### Reproducción

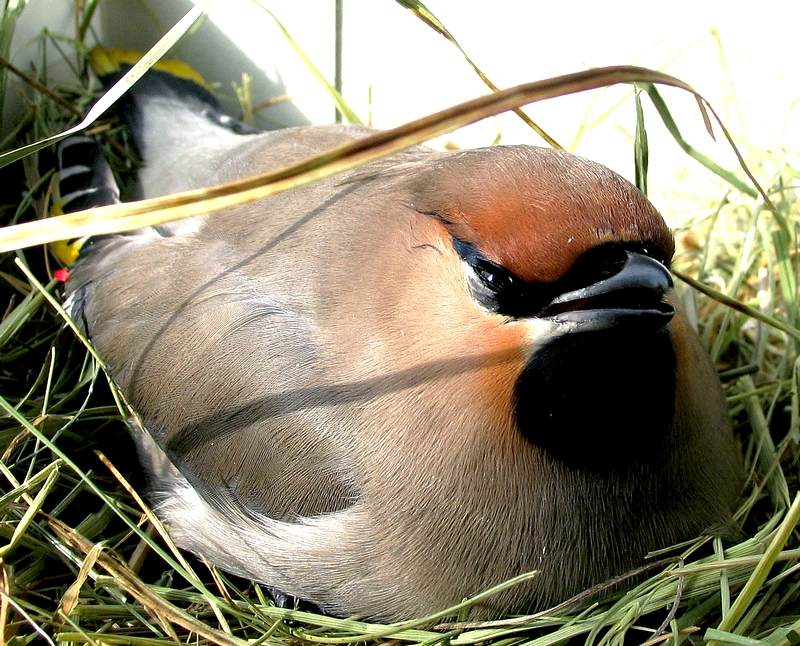
Una hembra en un nido.

El ave regresa de las zonas de hibernación en febrero o marzo, pero las aves de lugares más septentrionales no llegan a sus áreas de reproducción hasta abril o principios de mayo. Esta especie es monógama y nidifica entre mediados de junio a julio principalmente.

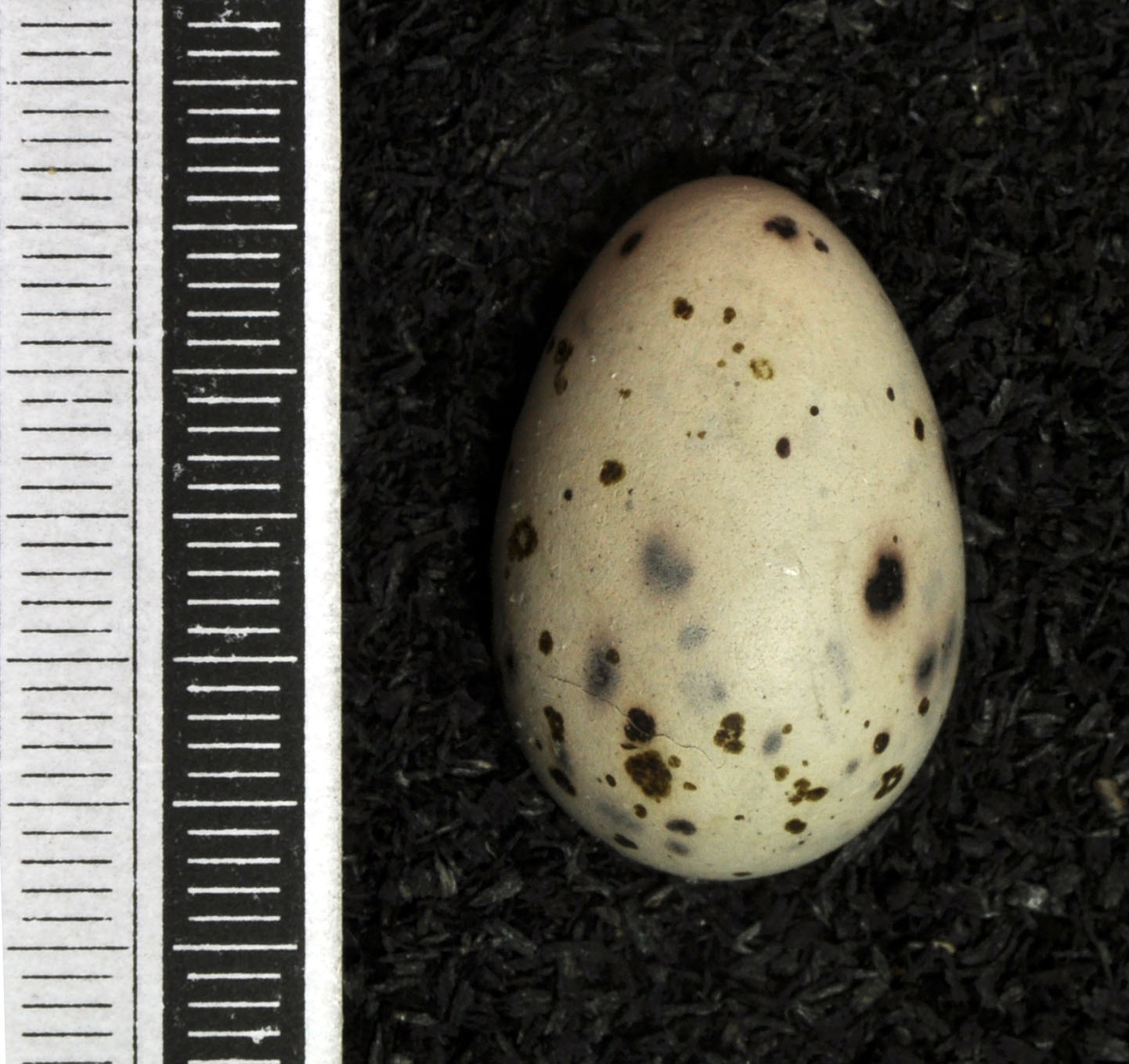
Un huevo en la colección de un museo de Wiesbaden.

El ampelis europeo no es muy territorial y, aunque los machos reproductores normalmente son solitarios, pueden verse varias parejas anidando muy juntas cuando hay un buen número de sitios de anidación. A veces los machos impiden a los rivales que se acercan a su pareja, y las hembras pueden pelearse por sitios de anidación. Estos exhiben agresión alisado las plumas y el penacho, enseñando el cuello negro y abriendo el pico. El cortejo sexual es casi lo contrario de esto: el macho endereza el cuerpo y las plumas de la cresta, y voltea la cabeza lejos de la hembra. El macho puede obsequiar repetidamente un pequeño objeto a su pareja, como alimentos, y lo coloca en su pico abierto. En aproximadamente el 90 % de los casos, este cortejo no da lugar a la cópula. Los machos mayores con puntas más rojizas en las alas son los preferidos por las hembras.

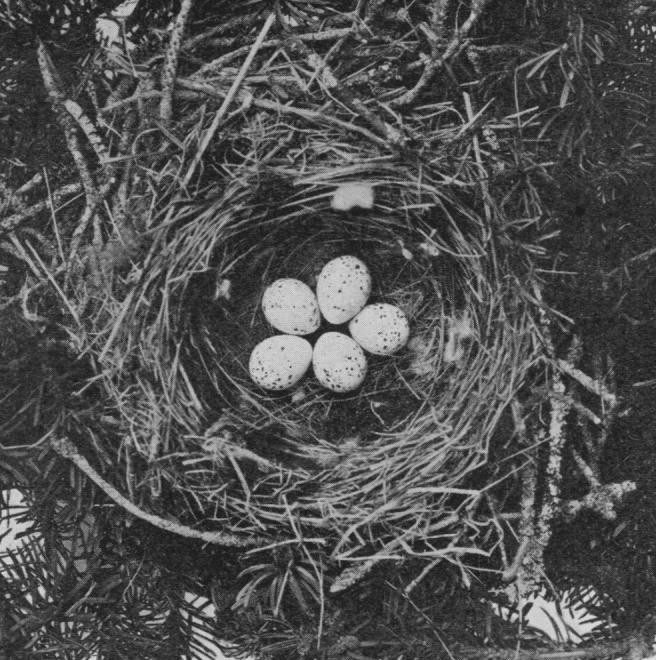
Nido con huevos.

La pareja construye un nido en forma de tazón con ramitas finas y lo cubren con material más blando, como hierba fina, musgo, pelos o líquenes. Se construye a 1.3-15 m (4-50 ft) del suelo en un pino o sobre matorrales, generalmente cerca del tronco. Los huevos son de un color azul pálido brillante con manchas negras y grises. La puesta consiste de tres a siete huevos, aunque es más común cinco o seis. El tamaño promedio de cada huevo es de 24 x 18 mm (0.94 x 0.71 in) y con un peso de 3.8 g (0.13 oz), de los cuales el 8 % corresponde al cascarón. La incubación dura unos trece o catorce días y es realizada por la hembra. Esta se alimenta con bayas regurgitadas por su pareja y rara vez abandona el nido. Los polluelos son altriciales, desnudos y con la boca roja brillante; los alimentan ambos padres, si bien el macho aporta la mayor parte de la comida en los primeros días, principalmente insectos. Posteriormente, los jóvenes se alimentan fundamentalmente con fruta. Los polluelos abandonan el nido unos 14 a 16 días después de la eclosión, pese a que son alimentados por sus padres cerca de dos semanas después de emplumecer.
La densidad de anidación es asiduamente baja en comparación con otros paseriformes, pues en la mayoría de los casos se encuentran menos de diez ampelis por kilómetro cuadrado (26 por milla cuadrada) —incluso con un buen hábitat—. El mayor dato reportado fue en Rusia, donde se hallaron hasta 35.6 aves por kilómetro cuadrado (92 por milla cuadrada). Una nidada al año se considera normal. La edad máximas registradas son de 5 años y 10 meses en América del Norte y más de 13 años y 6 meses en Europa. La esperanza de vida promedio es desconocida. Las principales causas de muerte son la depredación, las colisiones con ventanas y automóviles, y el envenenamiento por consumir la sal derretida en carreteras con nieve.

### Alimentación

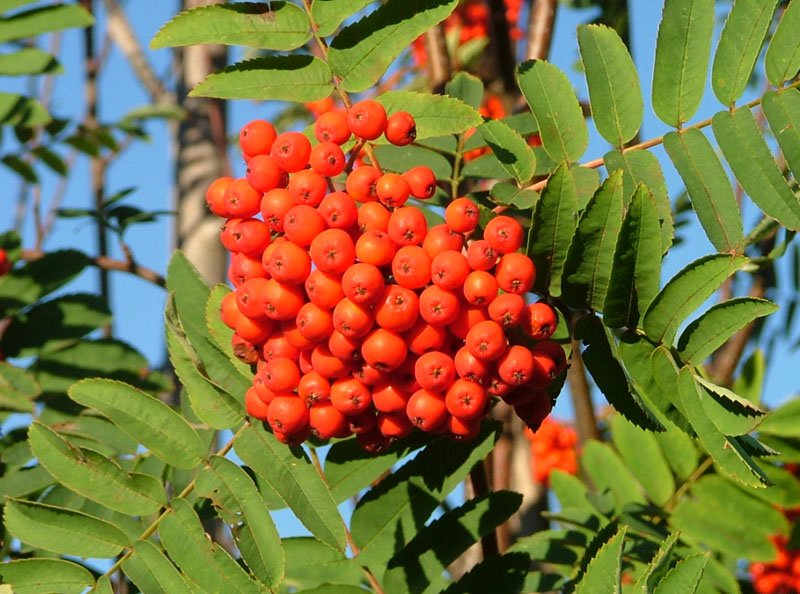
El fruto del azarollo es su alimento preferido.

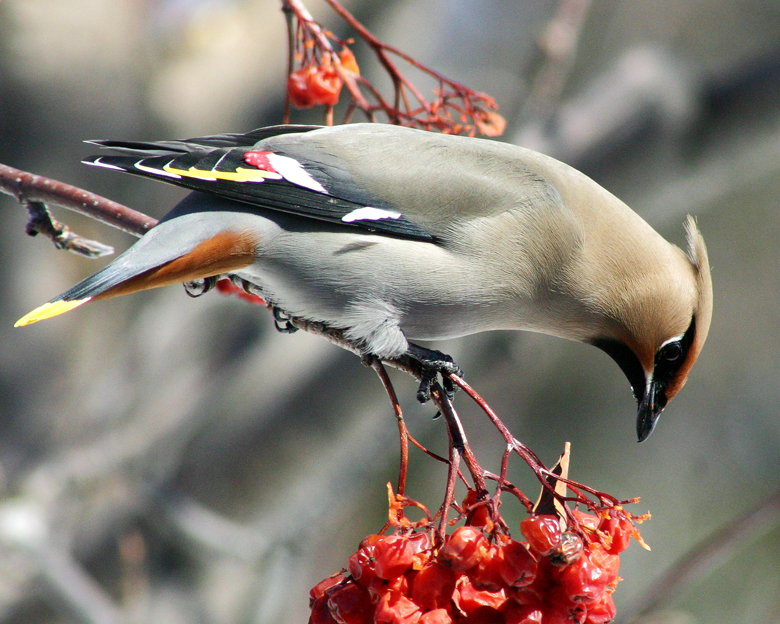
Pájaro alimentándose con serbales.

El ave se alimenta principalmente de fruta, pero también consume insectos durante la temporada de reproducción. Los mosquitos y jejenes son sus presas comunes, pero también comen muchos otros insectos y algunas arañas; el ampelis los atrapa desde una posición abierta, pero algunas veces puede agarralos en la vegetación. Normalmente, se toma la fruta de los árboles y también si está en el suelo; por lo general, la devora por completo. En verano, los arándanos, frambuesos y la baya canadiense forman parte importantes de su dieta, mientras que los cotoneaster, enebros, tejocotes, escaramujos y manzanas son preferidas fuera de la época de cría. Las bayas de serbal son un alimento favorito y las comen cuando está disponible. Puede comer grandes cantidades de bayas, en algunas ocasiones consume varios centenares al día (más del doble de su propio peso corporal). Incluso se reportó que un individuo comió entre 600 y 1000 bayas de cotoneaster en seis horas y defecaba cada cuatro minutos. El ampelis puede volar distancias considerables cuando se sacian y ayudan a dispersar las semillas de las mencionadas especies de plantas. Se alimenta en grandes bandadas, de hasta varios cientos de individuos, lo que les permite intimidar a otras aves como el zorzal charlo ya que intentan defender sus árboles frutales.
Los frutos son ricos en azúcar, pero deficientes en otros nutrientes, por lo que deben consumirse en grandes cantidades. El ampelis europeo tiene un gran hígado que ayuda a convertir el azúcar en energía. Puede metabolizar con mayor eficiencia el etanol producido de la fermentación de los frutos azucarados que los seres humanos, pero esto puede conducir a un estado de ebriedad, a veces fatal. Para compensarlo beben mucha agua o comen nieve en invierno, pues el azúcar en su dieta de frutas tiende a deshidratarlo por un efecto osmótico. En el verano, los frutos son más jugosos y la hidratación es un problema menor. En el pasado, la llegada de los ampelis coincidía con epidemias de cólera o la peste, y esto ocasionó que la gente los llamara Pestvogel, que en holandés antiguo y flamenco significaba «ave plaga». Se creía que las bayas del enebro que comía el ave podía utilizarse como protección, y las personas consumían el fruto y quemaban las ramas para fumigar sus casas.

## Depredadores y parásitos

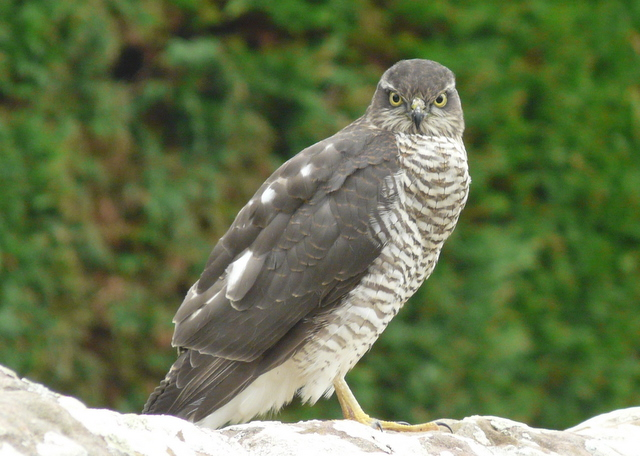
El gavilán común es uno de los principales depredadores del ampelis europeo.

El ave es depredada por rapaces, incluyendo ratoneros calzados, gavilanes, halcones mexicanos y alcaudones reales. Los esmerejones atacan a las bandadas hibernantes, incluso las que habitan por las ciudades. Cuando está alarmado, el ampelis europeo «se congela» con el pico y cuello apuntando hacia arriba. Si esto no funciona, escapan volando y emitiendo varias llamadas.
El cuco (o alguno de sus parientes en Eurasia) no logra parasitar muy bien la camada del ampelis europeo debido a que el joven cuco no puede sobrevivir con una dieta de fruta principalmente. En América del Norte, el área de reproducción tiene poca superposición con el tordo cabecicafé, otra especie parasitaria. No obstante, los huevos de otras aves colocadas en el nido siempre son rechazados. Esto sugiere que en el pasado, posiblemente hace tres millones de años, el ampelis ancestral era uno de los huéspedes de una especie parásita y, desde entonces, conserva el comportamiento de rechazo adquirido. Los ectoparásitos incluyen a los ácaros Syringophiloidus bombycillae, identificado por primera vez en esta ave, y Ptilonyssus bombycillae (que se aloja en la nariz). Entre los endoparásitos hematofagia se incluyen especies de Trypanosoma, e incluso se descubrió un nuevo miembro de Leucocytozoon en el ampelis europeo. También puede ser portadores de tremátodos y céstodos, pero los niveles de infestación de helmintos son generalmente bajos.

## Estado de conservación
La población total se ha estimado en más de tres millones de individuos y el área de reproducción cubre cerca de 12 800 000 km² (4 900 000 mi2). Si bien la población de esta especie parece estar disminuyendo a partir de 2013, este descenso no es rápido ni lo suficientemente grande como para activar los protocolos de conservación. El tamaño de la población y la distribución geográfica en la temporada de reproducción han permitido que la especie sea clasificada por la UICN como de preocupación menor. Los bosques habitados por esta especie se ubican más al norte de las principales poblaciones humanas; también puede vivir en hábitats perturbados, por lo que no hay graves amenazas a largo plazo para esta especie.